# ديفيد الصغير
ديفيد الصغير هو لقب لمدفع هاون أمريكي عيار 36إنش (910 ملم)استخدم لإطلاق قنابل جوية خلال الحرب العالمية الثانية، وهو أحد أكبر المدافع التي بنيت في ذلك الوقت، ويملك عيار أكبر من المدفع الألماني جوستاف والذي كان مدفع سكة حديدية من عيار 31.5إنش(800).

## تاريخ

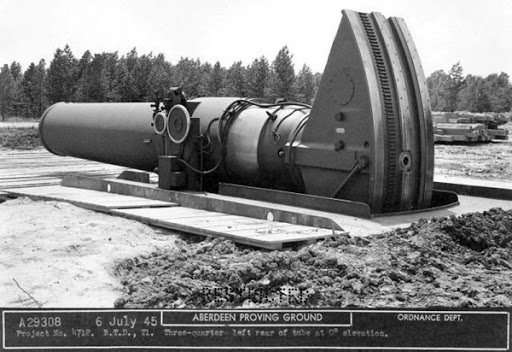
"ديفيد الصغير" 36 إنش(914 ملم) هاون متموضع في أبردين بيرفنج جروند، ماريلاند.

الهاون كان يستخدم بالأصل كألية لإطلاق واختبار القنابل الجوية في أبردين بيرفنج جروند(خلال الحرب، أصبحت القنابل أكبر وأكبر، وتحتاج إلى مدفعية كبيرة الحجم).لم يكن من المخطط أن يشترك ديفيد الصغير كسلاح في المعارك.قاعدة الهاون كانت صندوق كبير من الفولاذ والتي كانت تثبت أسفل الأرض، وفوهة الهاون تقع بجانب السطح، مما يجعل فوهة الهاون منخفضة بشكل أفقي وذلك أثناء تحميل القذائف.
في عام1944،كان من المتوقع أن القوات الأمريكية سوف تستعمل أسلحة أقوى لدك التحصينات خلال غزو اليابان المحتمل.الدراسات بدأت لأجل استخدام ديفيد الصغير كهاون للحصار.الهاون تحول إلى قطعتين متنقلين.يتألف من ماسورة وزنها 80000 باوند(36000 كيلوغرام)والقاعدة التي وزنها 93000 باوند(42000كيلوغرام)تنقل بواسطة حمالات مدفعية.بالإضافة إلى حمولتين من القذائف، وحدة ديفيد الصغير تتضمن أيضا جرافة ورافعة بدلو لحفر موضع تثبيت مدفع الهاون.
يستطيع الهاون الكبير الإطلاق بعد 12 ساعة من التجهيز.أكبر مدفعية ألمانية معروفة كانت تسحب على 25 عربة قطار وتتطلب 3أسابيع لتصبح جاهزة.

## وصلات إضافية
- globalsecurity.org - 36-inch Little David
- Little David Mortar